# Harrison c. Carswell
Harrison c. Carswell  est un arrêt important de la Cour suprême du Canada rendu antérieurement à l'entrée en vigueur de la Charte canadienne des droits et libertés où la Cour a rejeté la thèse que le piquetage paisible d'une employée l'emportait sur le droit de propriété d'un centre commercial. 

## Faits
Sophie Carswell, employée de l'une des entreprises situées dans le centre commercial Polo Park (Winnipeg, MB), participait à une grève et à un piquetage devant son lieu de travail, lorsque le gérant dudit centre commercial, Peter Harrison, a demandé qu'elle et les autres piqueteurs quittent la zone, sinon ils seraient accusés d'intrusion en vertu de la Loi sur l'intrusion du Manitoba de 1970. Carswell a continué de piqueter et a donc été accusée d'intrusion. Elle a d'abord été déclarée coupable par la Cour de comté, mais ce jugement a ensuite été infirmé par la Cour d'appel du Manitoba. Harrison a alors demandé l'autorisation de se pourvoir devant la Cour suprême et l'affaire a été entendue par cette Cour en 1976.

## Jugement de la Cour
La Cour a jugé que l'employé du magasin n'avait pas le droit de manifester dans un centre commercial alors que cela allait à l'encontre de la volonté du centre. Le centre était jugé suffisamment sous le contrôle du propriétaire et ne constituait pas un lieu public, le propriétaire avait donc le droit de protéger la propriété privée en vertu quant aux intrusions.
La décision s'appuie fortement sur une affaire précédemment tranchée par la Cour suprême du Canada, R. c. Peters . Dans cette affaire, la Cour suprême a décidé que le propriétaire d'un centre commercial avait «un contrôle ou une possession suffisants des parties communes» du centre commercial pour pouvoir prétendre que les piqueteurs dans l'affaire Peters étaient en fait des intrus. Étant donné que l'affaire Peters ne pouvait pas être suffisamment distinguée de l'affaire Harrison, affirme le juge Dickson, il ne pouvait en être décidé autrement. En fait, en décider autrement aurait pu soulever des questions quant aux « limites de la fonction judiciaire. »
La décision tente donc de traiter trois questions distinctes:
1. Peut-on distinguer Peters du cas actuel?
2. Quel est le rôle du pouvoir judiciaire dans l'interprétation de la loi?
3. Quel degré de contrôle le propriétaire a-t-il? Peut-il invoquer une intrusion même pour des personnes qui se livrent à une activité légale, comme la grève?

Le juge Dickson et la majorité de la Cour ont conclu que les deux affaires étaient indiscernables et, comme la première reconnaissait au propriétaire le droit d'invoquer une intrusion, la Cour a été obligée de rendre une décision similaire dans l'affaire Harrison. La Cour a donc refusé d'admettre une exception dans la loi existante (la Loi sur l'intrusion du Manitoba) pour une activité légale (dans ce cas-ci, la grève), car cette exception devrait être tranchée par la législature et non pas par le tribunal.

## Dissidence
Dans l'une de ses dissidences les plus célèbres, juge en chef Laskin a soutenu que le centre était un lieu public puisque le public y avait libre accès.

« S’il était nécessaire de définir la situation juridique qui est créée, à mon avis, par l’ouverture d’un centre commercial, qui comprend des lieux publics du genre de ceux que j’ai mentionnés (du moins quand l’ouverture n’est pas accompagnée d’un avis de restrictions quant à la catégorie des personnes admises), je dirais que les personnes faisant partie du public sont des visiteurs invités dont l’invitation ne peut être révoquée que dans le cas d’inconduite (et je n’ai pas besoin de préciser ici ce que cela comprend) ou d’activités illégales. Cette thèse concilie les intérêts du propriétaire du centre commercial et ceux du public, ne fait violence ni à l’un ni à l’autre et reconnaît les intérêts commerciaux mutuels ou réciproques du propriétaire du centre commercial, de ses locataires et du public, sur lesquels se fonde l’entreprise que constitue le centre commercial. »

Laskin plaide également pour une vision des droits de propriété qui serait mise en balance par les droits d'autrui. Il distingue également Harrison de l'affaire Peters en se fondant sur le fait que, en l'espèce, l'appelante avait un «intérêt sanctionné par la loi, à intenter des actions légitimes contre son employeur ».
De plus, il demande une adoption plus raisonnée de «stare decisis» par la Cour suprême du Canada. Cela permettrait à la Cour de s'écarter de certaines de ses décisions antérieures lorsqu'elle se rend compte que les conditions sociales changent:

« Cette Cour, plus que toute autre dans ce pays, ne peut pas appliquer simplement de façon automatique la jurisprudence antérieure, quel que soit le respect qu’elle lui porte. Dire que l’arrêt Peters, parce qu’il est très récent, fournit la solution au cas en l’espèce, c’est n’examiner qu’un seul aspect d’une question controversée et décider que le débat est clos sans avoir besoin d’entendre l’autre partie. »

## Conséquences
En droit canadien depuis l'entrée en vigueur de la Charte, la question n'est toujours pas résolue. Les divers avis de la Cour dans l'arrêt Comité pour la République du Canada c. Canada  laissent les choses fort ambiguës. Peu de temps après la décision, le gouvernement du Manitoba a modifié la Loi sur l'intrusion afin de permettre le piquetage et d'autres formes de communication de « propositions véridiques » sur les propriétés du centre commercial. La loi reconnaît que les centres commerciaux sont des espaces publics et que les propriétaires de centres commerciaux ne peuvent pas se retirer arbitrairement. 